# Gaston Hercot
Gaston Léonce Hercot (Jumet, 12 september 1913 - Gerpinnes, 9 juli 1980) was een Belgisch senator en burgemeester.

## Levensloop
Gaston Hercot werd beroepshalve technisch ingenieur, opgeleid aan de Université du Travail in Charleroi.
In oktober 1938 werd hij voor de socialistische POB (de voorloper van de latere partijen PSB en PS) verkozen tot gemeenteraadslid van Lodelinsart. In september 1944, kort na de Bevrijding, werd hij aangesteld tot schepen van de gemeente en in 1945 werd hij burgemeester van Lodelinsart. Hij bleef dit mandaat uitoefenen in 1974 en verliet toen de gemeentepolitiek van Lodelinsart om in Loverval te gaan wonen, vanaf 1976 een deelgemeente van Gerpinnes, waar hij in oktober 1976 werd verkozen in de gemeenteraad. Er werd een coalitie gevormd tussen de PSB en PSC en Hercot werd begin 1977 schepen. Hij oefende het schepenambt uit tot aan zijn dood in de zomer van 1980.
Hercot was een van de gezaghebbende figuren van de socialistische partij in zijn streek. Van 1958 tot 1978 zetelde hij in de Senaat: van 1958 tot 1977 als rechtstreeks gekozen senator voor het arrondissement Charleroi-Thuin en daarna van 1977 tot 1978 als provinciaal senator voor Henegouwen. Als senator wijdde hij zich vooral aan het verdedigen van de Henegouwse belangen. Ook kaartte hij de tekortkomingen inzake industriële investeringen in zijn streek aan en vond hij dat er prioriteit moest worden gegeven aan het aanleggen van een moderne wegeninfrastructuur in Wallonië. Hercot was van 1971 tot 1977 secretaris van de Senaat en daarna van 1977 tot 1978 eerste ondervoorzitter. Als gevolg van de toen bestaande dubbelmandaten zetelde hij eveneens in de Cultuurraad voor de Franse Cultuurgemeenschap (1971-1978) en de voorlopige Waalse Gewestraad (1974-1977). Van 1971 tot 1975 was hij bovendien lid van de Gewestelijke Economische Raad voor Walloniê.
Hij werd in 1964 stichtend voorzitter van ADEC, de intercommunale voor de economische en sociale ontwikkeling van Oost- en Zuid-Henegouwen. In 1971 was hij dan weer een van de stichters van het Nationaal Instituut voor Radio-elementen. Van 1971 tot aan zijn dood was hij er voorzitter van.